# Kopoky
Kopoky är en ort i Madagaskar.   Den ligger i regionen Androyregionen, i den södra delen av landet, 700 km söder om huvudstaden Antananarivo. Kopoky ligger 127 meter över havet och antalet invånare är 15 000.
Terrängen runt Kopoky är platt. Runt Kopoky är det glesbefolkat, med 19 invånare per kvadratkilometer. Närmaste större samhälle är Beloha, 15,5 km väster om Kopoky. Omgivningarna runt Kopoky är huvudsakligen savann.